# Anandpur
Anandpur fou un principat del nord del Khatiawar, a la presidència de Bombai.
La llista de governants i genealogia de Henry Soszynski assenyala tres principats amb aquest nom, possibles parts o branques d'un únic principat.
El primer seria las part de l'estat que va correspondre a Surag Sadul, talukdar de Chotila (o Chotila Thana), príncep de Jinjuda. La Gaceta Imperial de 1885 dona 33 poblets, i diu que era tributari del nawab de Junagarh. El 1922 Surag Sadul va dirigir un memorandum al govern britànic oposant-se a la partició de l'estat de Chotila.
Del principat d'Anandpur de Desa Bhoj (governat per Desa Bhoj nascut el 15 de desembre de 1879) diu que era un estat de sisena classe, fundat el 1068 per Chudasama Anant. La superfície era de 181 km², amb 13 poblets; la recaptació de 16.000 rúpies i la població el 1921 de 1.601 habitants. La dinastia governant era la Khachar.
Del principat d'Anandpur de Dada i Nana Jiwa diu que era un estat de sisena classe, amb una superfície de 65 km² i 5 poblets. La població era de 921 habitants el 1921; la recaptació de 12.000 rúpies. La dinastia governant era la Khachar, probablement una branca dels khachar que governaven a l'Anandpur de Desa Bhoj.